# Splendrillia vinki
Splendrillia vinki é uma espécie de gastrópode do gênero Splendrillia, pertencente a família Drilliidae.